# ميكي جونسون
ميكي جونسون (بالإنجليزية: Mickey Johnson)‏ مواليد 31 أغسطس 1952 في شيكاغو، هو مدرب كرة سلة أمريكي ولاعب سابق. بدأ مسيرته الاحترافية في سنة 1974. تم اختياره من قبل فريق بورتلاند ترايل بلايزرز خلال الدرافت. يبلغ طوله 6 قدم 10 بوصة (2.1 م). اعتزل اللعب في 1986. أحرز خلال مسيرته في الإن بي إيه 12748 نقطة بمعدل 14.1 نقطة في المباراة الواحدة.

## المسيرة الاحترافية
لعب مع شيكاغو بولز من سنة 1974 إلى 1979، ثم لعب مع إنديانا بايسرز في موسم 1979–1980، ثم لعب مع ميلووكي باكز من سنة 1980 إلى 1983، ثم لعب مع بروكلين نتس في موسم 1982–1983، ثم لعب مع غولدن ستايت ووريورز في سنة 1983، ثم لعب مع بروكلين نتس في موسم 1985–1986.

## روابط خارجية
- ميكي جونسون على موقع إن بي أي (الإنجليزية)
- ميكي جونسون على موقع سبورتس رفرنس (الإنجليزية)
- ميكي جونسون على موقع ريلجم (الإنجليزية)
- ميكي جونسون على موقع بروبوليرز (الإنجليزية)